# Ergänzungs-Jagdgeschwader
A Ergänzungs-Jagdgeschwader (EJG) foi uma unidade de treino da Luftwaffe.

## Ergänzungs-Jagdgeschwader 1

### Geschwaderkommodore
- Oberst Viktor Bauer, 1 de Dezembro de 1944 - 8 de Maio de 1945

## Ergänzungs-Jagdgeschwader 2

### Geschwaderkommodore
- Oberstleutnantt Werner Andres, 2 de Novembro de 1944 - 25 de Abril de 1945